# Hedwig Fuchs
Pour les articles homonymes, voir Fuchs.
Hedwig Fuchs, née Bockeloh le 7 mai 1864 à Berlin-Spandau et morte le 23 février 1944 à Hambourg (Allemagne), est une enseignante, syndicaliste et femme politique allemande, membre du Zentrum.

## Biographie
En 1882, elle réussit un examen afin de devenir enseignante dans des écoles pour filles de niveau intermédiaire et supérieur. En 1892, elle épouse le capitaine Heinrich Fuchs et vit à Hambourg comme femme au foyer. Leur fils unique meurt pendant la Première Guerre mondiale.
Hedwig Fuchs s'investit dans diverses organisations caritatives catholiques et associations féminines. En 1906, elle est l'une des cofondatrices du syndicat des travailleuses à domicile Gauverband Hamburg. Entre 1909 et 1924, elle en est la présidente. En 1913, elle fonde l'atelier d'entreprise du syndicat, devenant ensuite sa directrice honoraire. De 1914 à 1924, elle est membre du conseil d'administration de l'AOK (de) de Hambourg. Plus tard, elle devient membre du comité de l'assurance maladie et du comité de décision et d'attribution du bureau d'assurance de Hambourg. À partir de 1927, elle travaille également comme juge en droit du travail.
Membre du parti Zentrum, elle appartient à son comité exécutif à Hambourg à partir de 1920, et préside son comité consultatif féminin à partir de 1922. Entre 1929 et 1930, elle est députée au Reichstag, prenant la suite de Clemens Lammers, démissionnaire. Elle est par ailleurs considérée comme le mentor de la future députée Margarete Gröwel.

## Sources
- (en) Cet article est partiellement ou en totalité issu de l’article de Wikipédia en anglais intitulé « Hedwig Fuchs » (voir la liste des auteurs).